# Pimpinella danaa
Pimpinella danaa är en flockblommig växtart som beskrevs av Friedrich August Marschall von Bieberstein. Pimpinella danaa ingår i släktet bockrötter, och familjen flockblommiga växter. Inga underarter finns listade i Catalogue of Life.